# رایلی، تک‌خال جاسوس‌ها
رایلی، تک‌خال جاسوس‌ها (انگلیسی: Reilly, Ace of Spies) یک درام تلویزیونی بریتانیایی دربارهٔ زندگی سیدنی رایلی است که در سال ۱۹۸۳ منتشر شد. وی یک ماجراجوی زادهٔ روسیه بود که بعدها یکی از بزرگترین جاسوسان امپراتوری بریتانیا شد.

## بازیگران
- سم نیل در نقش سیدنی رایلی
- تام بل در نقش فلیکس ژرژینسکی
- دیوید برک در نقش ژوزف استالین
- کنت کرانام در نقش ولادیمیر لنین
- دونالد مورلی در نقش استنلی بالدوین
- سارا کِلی در نقش فانی کاپلان
- پیتر ایگن
- ایان چارلسون
- لئو مک‌کرن
- جوآن ولی
- آنتونی هیگینز
- جان ریس-دیویس
- سباستین شاو
- بیل نای
- دیوید رایل
- دیوید سوشی
- آلفرد مولینا
- پیتر هاول
- لینزی دانکن
- هیو فریزر
- دایانا هاردکسل
- پرنتیس هنکاک
- جافری وایت‌هد
- اوبری موریس
- مایکل آلدریج